# Byrsonima
Byrsonima is een geslacht uit de familie Malpighiaceae. De soorten komen voor in (sub)tropisch Amerika.

## Soorten
- Byrsonima aerugo Sagot
- Byrsonima affinis W.R.Anderson
- Byrsonima altissima DC.
- Byrsonima alvimii W.R.Anderson
- Byrsonima amoena Cuatrec.
- Byrsonima anisophylla W.R.Anderson
- Byrsonima arbutifolia Griseb.
- Byrsonima arctostaphyloides Nied.
- Byrsonima arthropoda A.Juss.
- Byrsonima baccae W.R.Anderson
- Byrsonima bahiana W.R.Anderson
- Byrsonima basiliana W.R.Anderson
- Byrsonima basiloba A.Juss.
- Byrsonima bicorniculata A.Juss.
- Byrsonima brachybotrya Nied.
- Byrsonima brachystachya DC.
- Byrsonima bracteata Fawc. & Rendle
- Byrsonima bronweniana W.R.Anderson
- Byrsonima bucherae Moldenke
- Byrsonima bumeliifolia A.Juss.
- Byrsonima cacaophila W.R.Anderson
- Byrsonima cardenasii W.R.Anderson
- Byrsonima carraoana Steyerm.
- Byrsonima chalcophylla Nied.
- Byrsonima christianeae W.R.Anderson
- Byrsonima chrysophylla Kunth
- Byrsonima cipoensis Mamede
- Byrsonima clausseniana A.Juss.
- Byrsonima coccolobifolia Kunth
- Byrsonima concinna Benth.
- Byrsonima coniophylla A.Juss.
- Byrsonima cordifolia W.R.Anderson
- Byrsonima correifolia A.Juss.
- Byrsonima cowanii W.R.Anderson
- Byrsonima crassa Nied.
- Byrsonima crassifolia (L.) Kunth
- Byrsonima crispa A.Juss.
- Byrsonima cuneata (Turcz.) P.Wilson
- Byrsonima cuprea Griseb.
- Byrsonima cydoniifolia A.Juss.
- Byrsonima dealbata Griseb.
- Byrsonima decipiens Nied.
- Byrsonima delicatula Sch.Rodr. & A.S.Flores
- Byrsonima densa (Poir.) DC.
- Byrsonima dubia W.R.Anderson
- Byrsonima duckeana W.R.Anderson
- Byrsonima duidana W.R.Anderson
- Byrsonima eriopoda DC.
- Byrsonima eugeniifolia Sandwith
- Byrsonima euryphylla Pilg.
- Byrsonima fanshawei W.R.Anderson
- Byrsonima fernandezii Cuatrec.
- Byrsonima flexipes W.R.Anderson
- Byrsonima fonsecae W.R.Anderson
- Byrsonima formosa W.R.Anderson
- Byrsonima frondosa Mart. ex A.Juss.
- Byrsonima garcibarrigae Cuatrec.
- Byrsonima gardneriana A.Juss.
- Byrsonima glaberrima Nied.
- Byrsonima glazioviana Nied.
- Byrsonima goiana W.R.Anderson
- Byrsonima grisebachiana Nied.
- Byrsonima guilleminiana A.Juss.
- Byrsonima gymnocalycina A.Juss.
- Byrsonima hatschbachii W.R.Anderson
- Byrsonima herrerae W.R.Anderson
- Byrsonima hirsuta W.R.Anderson
- Byrsonima hoehneana Nied.
- Byrsonima homeieri W.R.Anderson
- Byrsonima huberi W.R.Anderson
- Byrsonima hypargyrea Planch. ex Linden
- Byrsonima hypoleuca Turcz.
- Byrsonima incarnata Sandwith
- Byrsonima intermedia A.Juss.
- Byrsonima japurensis A.Juss.
- Byrsonima kariniana W.R.Anderson
- Byrsonima karstenii W.R.Anderson
- Byrsonima krukoffii W.R.Anderson
- Byrsonima laevigata (Poir.) DC.
- Byrsonima laevis Nied.
- Byrsonima lancifolia A.Juss.
- Byrsonima lanulosa W.R.Anderson
- Byrsonima laxiflora Griseb.
- Byrsonima leucophlebia Griseb.
- Byrsonima ligustrifolia A.Juss.
- Byrsonima linearifolia A.Juss.
- Byrsonima linguifera Cuatrec.
- Byrsonima lucida (Mill.) DC.
- Byrsonima luetzelburgii Steyerm.
- Byrsonima lyoniifolia Nied.
- Byrsonima macrophylla (Pers.) W.R.Anderson
- Byrsonima macrostachya W.R.Anderson
- Byrsonima magna Cuatrec.
- Byrsonima maguirei W.R.Anderson
- Byrsonima martiana A.Juss.
- Byrsonima microphylla A.Juss.
- Byrsonima minarum Francener & Mamede
- Byrsonima moensis Acuña & Roíg
- Byrsonima mollis (Poir.) DC.
- Byrsonima morii W.R.Anderson
- Byrsonima myricifolia Griseb.
- Byrsonima nana W.R.Anderson
- Byrsonima nemoralis Cuatrec.
- Byrsonima niedenzuiana Skottsb.
- Byrsonima nitida G.Don
- Byrsonima nitidifolia A.Juss.
- Byrsonima nitidissima Kunth
- Byrsonima oaxacana A.Juss.
- Byrsonima oblanceolata Nied.
- Byrsonima oblongifolia A.Juss.
- Byrsonima onishiana W.R.Anderson
- Byrsonima orientensis Bisse
- Byrsonima oxyphylla A.Juss.
- Byrsonima pachyphylla A.Juss.
- Byrsonima pachypoda W.R.Anderson
- Byrsonima parvifolia Alain
- Byrsonima paulista A.Juss.
- Byrsonima pedunculata W.R.Anderson
- Byrsonima perseifolia Griseb.
- Byrsonima pinetorum Griseb.
- Byrsonima piresii W.R.Anderson
- Byrsonima poeppigiana A.Juss.
- Byrsonima psilandra Griseb.
- Byrsonima punctulata A.Juss.
- Byrsonima putumayensis Cuatrec.
- Byrsonima rhombifolia A.Juss.
- Byrsonima rigida A.Juss.
- Byrsonima riparia W.R.Anderson
- Byrsonima rodriguesii W.R.Anderson
- Byrsonima roigii Urb.
- Byrsonima rotunda Griseb.
- Byrsonima rubrobracteata W.R.Anderson
- Byrsonima rupestris Francener & Mamede
- Byrsonima salzmanniana A.Juss.
- Byrsonima schomburgkiana Benth.
- Byrsonima schunkei W.R.Anderson
- Byrsonima sericea DC.
- Byrsonima smallii Fawc. & Rendle
- Byrsonima souzae W.R.Anderson
- Byrsonima spicata (Cav.) Rich. ex Kunth
- Byrsonima spinensis W.R.Anderson
- Byrsonima stannardii W.R.Anderson
- Byrsonima steyermarkii W.R.Anderson
- Byrsonima stipulacea A.Juss.
- Byrsonima stipulina J.F.Macbr.
- Byrsonima subcordata Nied.
- Byrsonima subterranea Brade & Markgr.
- Byrsonima surinamensis W.R.Anderson
- Byrsonima tenuifolia Urb. & Nied.
- Byrsonima tillettii W.R.Anderson
- Byrsonima trinitensis A.Juss.
- Byrsonima triopteryfolia A.Juss.
- Byrsonima umbellata Mart. ex A.Juss.
- Byrsonima vacciniifolia A.Juss.
- Byrsonima variabilis A.Juss.
- Byrsonima verbascifolia (L.) DC.
- Byrsonima vernicosa Nied.
- Byrsonima viminifolia A.Juss.
- Byrsonima wadsworthii Little
- Byrsonima wrightiana Nied.
- Byrsonima wurdackii W.R.Anderson
- Byrsonima yaroana Alain

## Hybriden
- Byrsonima × motembensis Britton & Small
- Byrsonima × ophiticola Small